# التهاب الرئة
التهاب الرئة أو التهاب رئوية هو الإصابة البكتيرية أو الفيروسية أو الفطرية الحاصلة في كلتا الرئتين أو إحداهما. قبل اكتشاف المضادات الحيوية، كان ثلث المصابين بالتهاب الرئة يموتون. حاليا، يصاب ثلاثة ملايين شخص بالتهاب الرئة كل عام في الولايات المتحدة، أكثر من نصف مليون منهم يتم حجزهم في المستشفيات لتلقي العلاج. ومع تطور علاج هذا المرض في أيامنا هذه، يتوقع أن يقارب الخمسة بالمائة سيموتون من الإصابة به، فالتهاب الرئة يحتل المرتبة السادسة في قائمة أكثر أسباب الوفاة شيوعا في الولايات المتحدة.

## العدوى
تحدث الإصابة في بعض الحالات نتيجة لاستنشاق قطرات صغيرة تحتوي على العضيات المسببة للمرض. فعندما يسعل، أو يعطس شخص حامل للمرض، تنتقل هذه الجراثيم إلى الهواء. أحيانا أخرى تحدث الإصابة عندما يدخل شيء من البكتريا، أو الفيروسات الموجودة أصلا في الفم، الحلق، أو الأنف عن غير قصد إلى الرئتين. على سبيل المثال كثيرا ما يحدث أثناء النوم أن يستنشق الناس إفرازات من الفم، أو الحلق، أو الأنف. في الأحوال العادية، فإن ردة فعل الجسد (السعال لإخراج الإفرازات) بالإضافة إلى ما يقوم به الجهاز المناعي، يمنعان العضيات المستَنشقة من إحداث التهاب في الرئة. إلا جسدا أنهكه مرض سابق، قد لا يقوى على المقاومة فيتطور إلى التهاب حاد في الرئة. وتزداد احتمالية الإصابة بالمرض عند الأشخاص الذين عانوا من إصابة فيروسية منذ فترة قريبة، والمصابين بمرض رئوي، أو مرض في القلب، أو جلطات، أو نوبات عصبية، أو مشاكل في البلع، وكذلك عند المدمنين. 
منذ أن تدخل العضيات إلى الرئة، فإنها تستقر في الحويصلات الهوائية، وتتكاثر بسرعة، ثم ما تلبث أن تمتلئ المنطقة المصابة بالسوائل والقيح فيما يحاول الجسم الدفاع عن نفسه والعلاج طويل

## الأعراض
يعاني معظم المصابين بالتهاب الرئة في البداية من البرد، ثم من ارتفاع الحرارة الشديد (قد تصل درجة حرارة المصابين إلى 40 درجة مئوية)، والارتجاف من شدة البرد، ويظهر سعال مصحوب بقشعٍ عديم اللون، أو محتوٍ على دم في بعض الأحيان. ويقصر نفس المصابين بالتهاب الرئة.
إن أنسجة الألم الوحيدة الموجودة في الرئة تقع على سطحها في المنطقة المعروفة باسم الجنبة إلا أن ألما في الصدر قد يحدث إن وصل الالتهاب إلى الجَنَبةِ الخارجية. عندها سيكون (الألم الجَنَبيّ) حادا، خاصة عند أخذ نفس عميق. 
في حالات أخرى من التهاب الرئة، قد يستغرق ظهور الأعراض وقتا. حيث يزداد السعال سوءا، وكذلك الصداع، وألم العضلات، وتكون هذه الأعراض هي ما يظهر على المريض فقط. والسعال ليس بالضرورة مؤشرا رئيسيا على الإصابة بالالتهاب عن بعض الأشخاص لأن الالتهاب قد أصاب أماكن في الرئة بعيدة عن المجاري التنفسية الأكبر. 
يتغير لون بعض المصابين بالالتهاب، فيصبح قاتما أو أرجوانيا (وتعرف هذه الحالة باسم الزُّراق) نتيجة لنقص ارتواء الدم بالأوكسجين. 
أما عند الأطفال والرضع، فلا تظهر أية أعراض معينة تدل على حدوث إصابة في الصدر، ولكنهم يعانون من ارتفاع الحرارة، ويظهر عليهم المرض والخمول بوضوح. وأما كبار السن فقد تظهر عليهم أيضا بعض أعراض الإصابة بالمرض.

## التشخيص
قد يشك الطبيب بالتهاب الرئة عندما يفحص المريض بالسماعة فيسمع صوت تنفس صعب، أو صوت قرقعة. قد يسمع صوت صفير، أو قد يكون صوت التنفس ضعيفا في منطقة معينة من الصدر. ولذلك يقومون بفحص المريض بالأشعة السينية للتأكد من الإصابة. يوجد في الرئة أجزاء معينة تسمى الفصوص، بحيث يوجد منها اثنان في جهة اليسار وثلاثة في اليمين. قد يصيب الالتهاب أحد الأجزاء، فيطلق على الحالة اسم التهاب الرئة الفصي، أو قد يتوزع الالتهاب بحيث لا يشمل فصا معينا. في الماضي، عندما كانت كلتا الرئتين تصابان بالالتهاب، كان يطلق على الحالة (الالتهاب الرئوي المضاعف) لكن هذا المصطلح نادر الاستخدام في وقتنا الحالي.
الطريقة الأولى لتحديد الإصابة بالالتهاب هي في جمع عينات القشع وفحصها بالمجهر، فإن كان سبب الالتهاب بكتيريا، أو فطريا، يمكن تحديد العضيات أثناء الفحص، إذ يتم إنماء العينة في حاضنات خاصة، ومن ثم يتم التعرف على العضيات الممرضة. من المهم أن تحتوي العينة على قليل من اللعاب من الفم، وأن يتم إيصالها إلى المختبر بالسرعة القصوى، وإلا فإن أنواعا أخرى من البكتيريا قد تنمو وتطغى على النوع المراد.
أما الطريقة الثانية فهي إجراء فحص للدم بحيث يحصى عدد كريات الدم البيضاء. يعطي عدد كريات الدم الحمراء في دم المصاب فكرة حول مستوى شدة الإصابة بالالتهاب الرئوي، وما إذا كان سببه بكتيريا أو فيروسيا. الزيادة في عدد العَدِلات –وهي نوع من كريات الدم البيضاء الصبوغة بالأصباغ المتعادلة- يحدث في حال الإصابة البكتيرية، أما في حال الإصابة الفيروسية، يلاحظ ازدياد في نوع آخر من كريات الدم البيضاء هو اللمفاويات.
وفي الطريقة الثالثة (في التنظير القصبي) يتم إدخال أنبوب دقيق، ومرن، ومضيء إلى الأنف بعد التخدير الموضعي. عندها يتمكن الطبيب من فحص المجرى التنفسي مباشرة، وأخذ عينة من المناطق المصابة من الرئتين. 
أحيانا يتجمع السائل في منطقة من الغشاء الرئوي حول الرئة نتيجة للالتهاب. يطلق على هذا السائل اسم الانصباب الجنبي. إن تجمع قدر لا بأس به من السوائل يمكننا من إزالتها بإدخال إبرة إلى التجويف الصدري، ومن ثم يسحب السائل باستخدام بالمحقنة في عملية يطلق عليها اسم بَزلُ الصدر. في بعض الحالات قد يضطر الأمر إلى إزالة هذه السوائل بعملية جراحية صعبة.